# Serie A 2013 (canoa polo femminile)
La Serie A femminile 2013 è la 15ª edizione del Campionato italiano femminile di canoa polo, organizzato dalla FICK.
Rispetto all'anno precedente non si sono iscritti il Canoa Club Bologna e il Circolo Nautico Posillipo (campione in carica), mentre si è aggiunta l'SS Lazio Canoa Polo, riducendo il numero delle squadre a 6.

## Squadre partecipanti
| Club                            | Città      |
| ------------------------------- | ---------- |
| SS Lazio Canoa Polo             | Roma       |
| Polisportiva Canottieri Catania | Catania    |
| Polisportiva Nautica Katana     | Catania    |
| Gruppo Sportivo Catania         | Catania    |
| KST 2001 Siracusa               | Siracusa   |
| Polisportiva Aci Trezza         | Aci Trezza |